# Костенко Юрій Васильович
Юрій Васильович Костенко (нар. 6 листопада 1945, Київ, Українська РСР, СРСР) — український дипломат. Надзвичайний і Повноважний Посол.

## Біографія
Народився 6 листопада 1945 у м. Київ.
У 1968 році закінчив історичний факультет Київського університету ім. Т.Шевченка.
Володіє англійською та німецькою мовами.
З 07.1968 аташе, 3-й секретар відділу міжнародних організацій МЗС УРСР.
З 1972 3-й секретар по резерву МЗС УРСР.
З 1972 по 1975 рр. 3-й, 2-й секретар Генерального секретаріату, з 1975 року помічник Міністра, 1-й секретар, радник відділу міжнародних організацій МЗС УРСР.
З 1984 року відповідальний секретар Комісії УРСР у справах ЮНЕСКО.
З 1985 член колегії, начальник відділу кадрів МЗС УРСР.
З 09.1988 по 12.1994 рр. Постійний Представник України при міжнародних організаціях у Відні.
З 03.1992 по 12.1994 рр. Надзвичайний і Повноважний Посол України в Австрійській Республіці. Був главою делегації України на Віденських переговорах з питань безпеки і співробітництва в Європі.
З 12.1994 по 09.1997 рр. Надзвичайний і Повноважний Посол України в ФРН.
З 1997 по 2001 рр. генеральний інспектор, Посол з особливих доручень Генеральної інспекції МЗС України.
З 25.01.2000 по 24.03.2006 Надзвичайний і Повноважний Посол України в Японії.
З 21.12.2004 по 24.03.2006 Надзвичайний та Повноважний Посол України в Республіці Філіппіни за сумісництвом.
З 11.05.2006 по 03.06.2009 заступник Міністра закордонних справ України.
З 03.06.2009 по 12.09.2012 — Надзвичайний і Повноважний Посол України в Китайській Народній Республіці.
З 21 грудня 2009 по 12.09.2012 — Надзвичайний і Повноважний Посол України в Монголії за сумісництвом.

## Твори
Автор 40 статей з питань зовнішньої політики.

## Нагороди
- Командорський хрест I ступеня Почесного знаку «За заслуги перед Австрійською Республікою» (2002)[5];
- Міжнародний орден Святого Станіслава III ступеня (2001)[6]
- Орден «За заслуги» III ступеня (2005)[7],
- Орден «За заслуги» II ступеня (2008),
- Орден Вранішнього Сонця II ступеня (Японія, 2016)[8]